# Dietrich
Dietrich és una població dels Estats Units a l'estat d'Idaho. Segons el cens del 2000 tenia 150 habitants.

## Demografia
Segons el cens del 2000, Dietrich tenia 150 habitants, 58 habitatges, i 41 famílies. La densitat de població era de 275,8 habitants per km².
Dels 58 habitatges en un 34,5% hi vivien nens de menys de 18 anys, en un 55,2% hi vivien parelles casades, en un 8,6% dones solteres, i en un 29,3% no eren unitats familiars. En el 27,6% dels habitatges hi vivien persones soles el 17,2% de les quals corresponia a persones de 65 anys o més que vivien soles. El nombre mitjà de persones vivint en cada habitatge era de 2,59 i el nombre mitjà de persones que vivien en cada família era de 3,2.
Per edats la població es repartia de la següent manera: un 32,7% tenia menys de 18 anys, un 6,7% entre 18 i 24, un 20% entre 25 i 44, un 26,7% de 45 a 60 i un 14% 65 anys o més.
L'edat mediana era de 36 anys. Per cada 100 dones de 18 o més anys hi havia 98 homes.
La renda mediana per habitatge era de 35.625 $ i la renda mediana per família de 45.833 $. Els homes tenien una renda mediana de 28.125 $ mentre que les dones 21.667 $. La renda per capita de la població era de 12.888 $. Aproximadament el 17,4% de les famílies i el 20,6% de la població estaven per davall del llindar de pobresa.

## Poblacions més properes
El següent diagrama mostra les poblacions més properes.